# American Idiot
American Idiot (с англ. — «Американский идиот») — седьмой студийный альбом американской рок-группы Green Day, выпущенный 21 сентября 2004 года лейблом Reprise Records. Как и предыдущие четыре альбома, он был спродюсирован Робом Кавалло в сотрудничестве с группой. Запись American Idiot проходила в Studio 880 в Окленде и Ocean Way Recording в Голливуде, обе в Калифорнии, в период с 2003 по 2004 год. Концептуальный альбом, названный участниками группы «панк-рок-оперой», American Idiot рассказывает историю Иисуса из пригорода, американского подростка-антигероя из низшего среднего класса. Альбом выражает разочарование и несогласие поколения, которое выросло в период, сформированный такими бурными событиями, как 11 сентября и война в Ираке. Чтобы добиться этого, группа использовала нетрадиционные для себя приёмы, включая переходы между связанными песнями и некоторые длинные, разделённые на главы, творческие композиции, представляющие темы альбома.
После разочаровывающих продаж предыдущего альбома Warning (2000) группа взяла перерыв, а затем начала то, что они планировали сделать своим следующим альбомом Cigarettes and Valentines. Однако запись была прервана, когда были украдены мастер-ленты; после этого группа приняла решение начать свой следующий альбом с нуля. Результатом стала более социально критичная, политически заряженная пластинка, которая вернулась к панк-роковому звучанию группы после более фолк- и пауэр-поп-вдохновлённого Warning, с дополнительными влияниями, которые не были исследованы в их старых альбомах. Кроме того, группа претерпела «изменение имиджа», надев красно-чёрную униформу на сцене, чтобы добавить больше театральности альбому во время выступлений и пресс-конференций.
American Idiot стал одним из самых ожидаемых релизов 2004 года. Он ознаменовал возвращение карьеры Green Day, попав в чарты в 27 странах, впервые достигнув первой строчки в Billboard 200 для группы и достигнув первой позиции в 18 других странах. Он был продан тиражом более 23 миллионов копий по всему миру, что сделало его вторым самым продаваемым альбомом группы (после их дебюта на крупном лейбле 1994 года Dookie) и одним из самых продаваемых альбомов десятилетия и всех времён. Позже он был сертифицирован 6× Платиновым Американской ассоциацией звукозаписывающих компаний (RIAA) в 2013 году. Альбом породил пять успешных синглов: титульный трек «American Idiot», «Holiday», «Wake Me Up When September Ends», «Jesus of Suburbia» и победитель премии Грэмми в номинации «Запись года» «Boulevard of Broken Dreams».
Альбом American Idiot был очень хорошо принят критиками и коммерчески после выпуска и с тех пор был провозглашён одним из величайших альбомов всех времён. Он был номинирован на «Альбом года» и выиграл премию «Лучший рок-альбом» на премии Грэмми 2005 года. Он также был номинирован на премию Europe Music Awards и Billboard Music Awards в категории «Лучший альбом», одержав победу в первой из них. Его успех вдохновил на создание бродвейского мюзикла, документального фильма и запланированной экранизации художественного фильма. Rolling Stone поместил его на 225-е место в своём списке «500 величайших альбомов всех времён» 2012 года, а в 2020 году — на 248-е место. Делюкс-издание American Idiot, посвящённое 20-летию, вышло 25 октября 2024 года.

## Предыстория
Green Day была одной из самых популярных рок-групп девяностых годов. Однако, их альбом Warning (2000) стал с коммерческой точки зрения провалом, несмотря на довольно неплохие отзывы. В начале 2002 года они отправились в турне Pop Disaster Tour, выступив хедлайнерами с группой Blink-182. Тур придал денежный импульс Green Day, которые, в то время, зарабатывали репутацию «заслуженных легенд» поп-панк-сцены (например как группы Good Charlotte, Sum 41 или New Found Glory).
Дело дошло до нерешённых личных проблем между тремя участниками группы. По словам Майк Дёрнта, Green Day должны были сменить направление. Кроме того, они выпустили сборник International Superhits!, который, по их мнению, стал «предвестником кризиса среднего возраста». Фронтмен Билли Джо Армстронг чувствовал себя напуганным своим безрассудным образом жизни, в то время как его брак находился под угрозой. Дёрнт и Тре Кул считали фронтмена контролирующим, хотя сам Армстронг боялся показывать своим товарищам новые песни. Начиная с января 2003 года, группа каждую неделю проводила личные беседы, в результате которых, Green Day помирились.
Группа провела большую часть 2002 года, записывая новые треки в Studio 880 (Окленд, Калифорния) для нового альбома Cigarettes and Valentines, экспериментируя с разными народными жанрами (полька, рождественская музыка, сальса). Однако запись пришлось прервать, когда в ноябре незнакомец украл мастер-кассеты. В 2016 году Армстронг и Дёрнт заявили, что в конце концов они смогли восстановить материал, использовав его для других идей.
После кражи Green Day проконсультировались с продюсером Робом Кавалло. Он спросил их, были ли они довольны пластинкой Cigarettes and Valentines, на что Армстронг ответил: «Мы не уверены, что этот альбом — достойная работа». В итоге, группа решила начать всё с чистого листа. Следующие три месяца, Green Day провели за написанием нового материала.

## Запись и производство
Green Day провели локальный мини-конкурс, где каждый участник индивидуально писал свои полуминутные песни. Армстронг вспоминал: «Всё становилось более серьёзным, когда мы пытались превзойти друг друга. Мы продолжали соединять эти маленькие полуминутные кусочки, пока у нас не получалось что-нибудь стоящее». Первыми записанными песнями стали «Homecoming» и «Jesus of Suburbia». Они изменили направление альбома, начав рассматривать пластинку как художественный роман, с персонажами, историей и посылом. Вскоре, Армстронг записал заглавный трек альбома («American Idiot»), в котором затрагиваются социально-политические темы. Затем, Green Day решили, что весь альбом будет панк-рок-оперой.
Перед записью, группа арендовала репетиционную базу в Окленде. Армстронг предложил Кавалло посетить их сессии и помочь им в написании текстов, на что тот согласился. Он поддержал идею концептуального альбома, вспомнив, что десять лет тому назад, Билли обсуждал эту тему, и желал, чтобы в их карьере была «концептуальная эра», как у The Beatles. Во время сессий в 880, Green Day могли сутками напролёт записывать материал, не ложась спать допоздна, выпивая и обсуждая музыку. Они создали пиратскую радиостанцию, на которой транслировали джем-сессии с перерывами на телефонные пранки. Группа переписывала и дополняла демо-версию альбома, чтобы потом осознанно приступить к профессиональной записи.
Надеясь найти вдохновение и новые идеи, Армстронг в одиночку отправился на несколько недель в Нью-Йорк, арендовав небольшую лофт-студию в Ист-Виллидж на Манхэттене. Большую часть этого времени он прогуливался и участвовал в джем-сессиях в подвале бара Hi-Fi, который находился неподалёку от студии. Он начал общаться с Райан Адамсом и Джесси Малином, которые позже помогут ему с написанием текстов. Многие песни были написаны на основе его пребывания в Манхэттене, в том числе «Boulevard of Broken Dreams» и «Are We the Waiting». Находясь там, он также придумал бо́льшую часть сюжетной линии альбома, в которой герой уезжает из родного города, борясь со своими внутренними проблемами.
После завершения демозаписи альбома, Green Day переехали в Лос-Анджелес. Сначала они записывали материал в Ocean Way Recording, затем переехав в Capitol Studios. Тре Кул привёз несколько барабанных установок, в том числе более семидесяти пяти малых барабанов. Ударные дорожки были записаны на двухдюймовую ленту и импортированы в Pro Tools для цифрового микширования с другими инструментами. Весь барабанный материал был записан в студии Ocean Way Studio B, выбранной из-за высокого потолка и акустической плитки, всё вместе обеспечило прекрасное звучание. Все композиции были записаны в том порядке, в котором они стоят в треклисте альбома (впервые для Green Day). Прежде чем приступать к следующей песне, Green Day сначала полностью записывали и отполировывали предыдущий трек. Группа изменила порядок записи гитар и баса (сначала записывая гитары), ибо участники слышали, что именно так записывали The Beatles. Армстронг заявил, что иногда у него было чувство страха перед объёмом предстоящей работы.
Подход к записи был довольно расслабленный. В течение пяти месяцев они останавливались в голливудском отеле, где часто поздней ночью включали громкую музыку, чем вызывали большое количество жалоб. Green Day признались, что устраивали вечеринки во время сессий в Лос-Анджелесе; Армстронгу приходилось записывать вокал во время своего похмелья. Фронтмен описал происходящее:
«Мы впервые отошли от своего прошлого. От того, как должны были вести себя, будучи Green Day. Мы приняли факт, что мы рок-звёзды. На создание American Idiot ушло десять месяцев и 650 000 долларов. Под конец записи, я почувствовал словно мы находимся на пороге чего-то великого. Мне кажется, что мы достигли совершенства в своём творчестве».

## Основа альбома

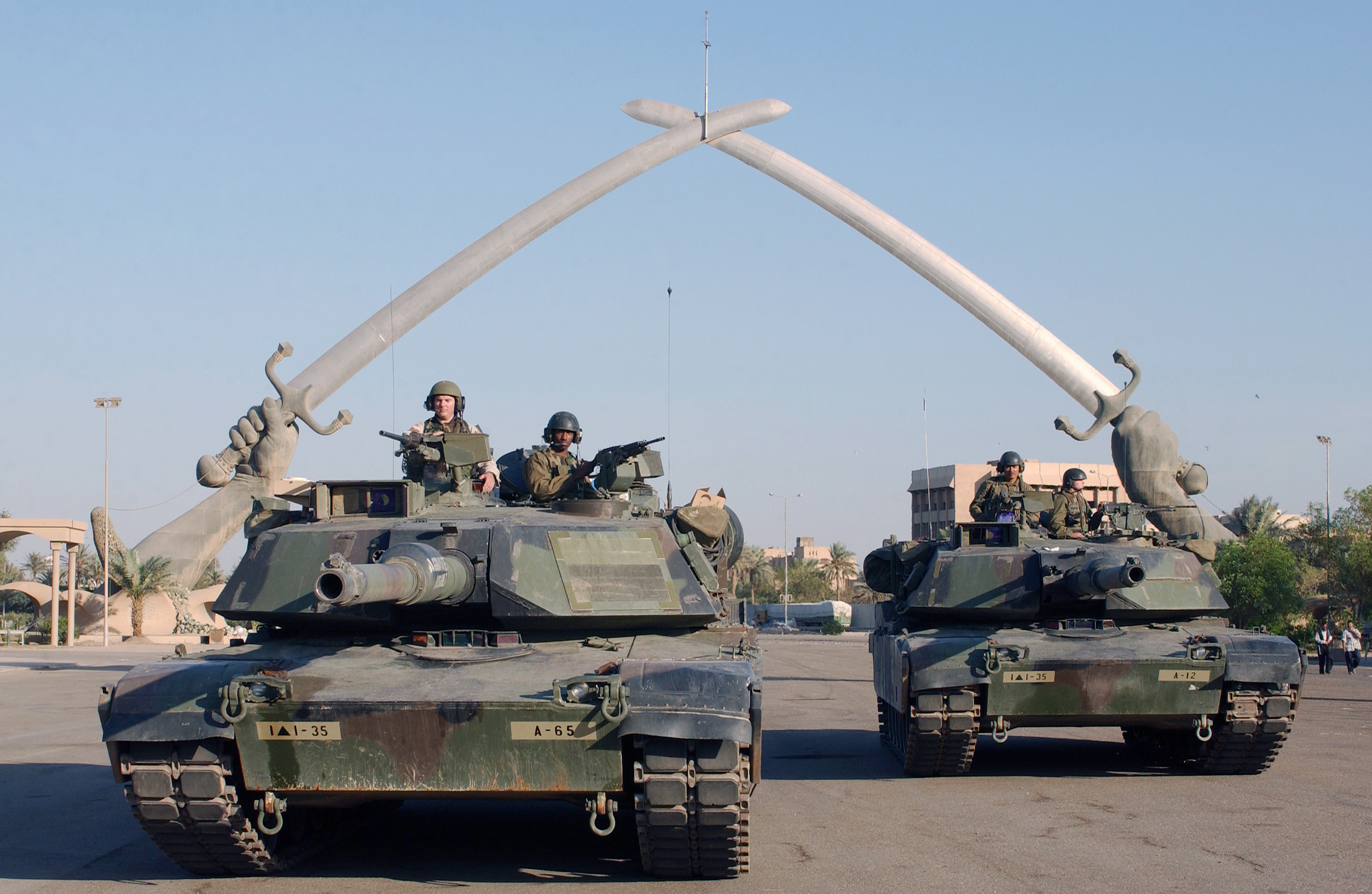
Альбом был вдохновлён войной в Ираке (танки США в Багдаде, снято в 2003-м)

American Idiot был вдохновлён американскими политическими событиями (11 сентября, война в Ираке, президентство Джорджа Буша Младшего). В альбоме есть всего две откровенно политические песни («American Idiot» и «Holiday»), которые проводят «связь между американской социальной беспомощностью и господством Буша». Хотя содержание альбома явно было подстроено под актуальные темы того времени, Армстронг надеялся, что послание пластинки будет вечным и не потеряет актуальность.
Никто сейчас не знает, что готовит им будущее.
Фронтмен выразил тревогу по поводу предстоящих президентских выборов (2004). Он был сбит с толку культурной войной в стране, отметив особое разногласие среди широкой публики по поводу войны в Ираке. Подводя итог своим чувствам, в интервью он сказал: «Эта война, которая продолжается в Ираке, в основном направлена на то, чтобы построить трубопровод и открыть очередной грё##ный Walmart». Армстронг считал долгом держать своих детей подальше от насилия, вредоносных видеоигр и новостей о войнах и терактах. Вокалист отметил различие между взглядами американских СМИ и мнением всего мира о США. У Дёрнта были схожие чувства, особенно после просмотра документального фильма 2004 года «Фаренгейт 9/11». «Вам не нужно анализировать каждый бит информации, чтобы понять, что что-то не так, и пора что-то менять» — сказал Дёрнт. Кул надеялся, что запись побудит молодёжь проголосовать против Буша, или, как он выразился, «сделает мир немного разумнее». Раньше он думал, что не его дело «проповедовать» детям политические взгляды, но в 2004 году, Кул почувствовал, что был просто обязан дать «правильное направление».
Пластинка также имеет послание гигантским корпорациям, которые разоряют мелкие компании. Кул привёл в пример закрытие музыкальных магазинов, когда всемирный ретейлер приезжает в город. «Как будто вы все слышите только один голос» — сказал он. «Не хочу показаться проповедником, но всё это начинает походить на Большого Брата из книги Джорджа Оруэлла „1984“, за исключением того, что здесь всем управляют две-три корпорации».

## Композиция

### Музыкальное сопровождение
«Чтобы записать музыкальную составляющую альбома, мы взяли элементы классического рок-н-ролла, забыли о вездесущих правилах и включили амбициозность» — сказал Армстронг. Одной из частью создания альбома была попытка расширить привычное звучание панк-рока, добавив эксперименты с различными жанрами (новая волна, латинская музыка, полька). Группа слушала различные рок-оперы, в том числе Tommy (The Who, 1969) и The Rise and Fall of Ziggy Stardust and the Spiders from Mars (Дэвид Боуи, 1972). Армстронг особенно был вдохновлён Quadrophenia The Who. Кроме того, они слушали записи актёров бродвейских мюзиклов («Вестсайдская история», «Шоу ужасов Рокки», «Бриолин» и «Иисус Христос — суперзвезда»). Также, на Green Day повлияла современная музыка, (Канье Уэст, Эминем и Linkin Park). Вокалист жаловался на нынешнюю рок-индустрию, которая обязывала выпустить сингл, альбом и потом поехать в турне. Он считал, что такие группы как OutKast «надирают задницы рок-н-роллу», ибо они имеют больше потенциала и амбиций.
Звук гитар в American Idiot был громче, по сравнению с прошлыми релизами группы. «Давайте просто изо всех сил постараемся над гитарным звуком, подключим Les Pauls вместе с Marshalls и оторвёмся как следует» — сказал Армстронг, записывая пластинку. Для записи, Дёрнт использовал фирменную бас-гитару Fender Precision Bass с усилителем Ampeg SVT, стремясь к оглушительному звучанию баса. Он пропустил бас через директ-бокс Evil Twin (его основной метод записи, начиная со времён Dookie). Кул частенько использовал неформальные инструменты для панк-музыки — литавры, глокеншпиль и молотковые колокольчики. Эти инструменты особенно слышны в треках «Homecoming» и «Wake Me Up When September Ends», в последнем из которых слышен африканский инструмент шекере (который приделали к удалённой педали хай-хэта для будущих живых выступлений). Для записи вступления «Extraordinary Girl» (первоначальное название «Radio Baghdad») использовали таблу. Для «Whatsername», Кул записал барабанную дорожку в комнате, предназначенной для записи гитар, чтобы добиться сухого звучания. С учётом всех этих приёмов, критики прозвали альбом поп-панком и альтернативным роком.

### Текст песни и сюжет альбома
American Idiot — концептуальный альбом, повествующий историю об американском подростковом антигерое из низшего среднего класса по имени Иисус из Пригорода (Jesus of Suburbia), который вырос на американской диете из «газировки и риталина». Действие происходит в Америке во время правления Джорджа Буша-младшего. Иисус ненавидит свой небольшой городок и своих близких, вследствие чего он уезжает в более крупный город в поиске лучшей жизни. Он чувствует себя очень одиноким и покинутым в незнакомом месте («Boulevard of Broken Dreams»). Ему встречается некий «проповедник» Святой Джимми («St. Jimmy») — «чванливый борец за свободу панк-рока». Герой влюбляется в девушку, известную как Whatsername (что дословно переводится как «как-её-там»). Эта девушка — бунтарка, она активно протестует против правительства («She’s a Rebel»). Под влиянием Джимми герой начинает принимать наркотики («Give Me Novacaine»). Далее выясняется, что главный герой — вовсе не Иисус, и раскрывается тёмная сущность Джимми. Подразумевается, что Джимми — это одна из сторон героя, представленная конкретным персонажем. Параллельно раскрывается линия любовных переживаний главного героя («Letterbomb»). В предпоследней песне альбома «Homecoming», говорится, что Джимми совершает самоубийство. Герои, повидавшие многое, возвращаются домой с надеждой на то, что настанут лучшие времена. В течение всей рок-оперы происходит преображение Иисуса из Пригорода — он совершенствуется, меняется и учится жить и развивается, как человек. В конце, он теряет связь с как-её-там, ибо не помнит её имени.
В этой истории Армстронг надеялся подробно рассказать о том, что чувствовали и переживали молодые американцы в то время. Хотя он считал их предыдущую запись более искренней, у него было желание рассказать о периоде времени, когда был выпущен альбом (2002—2004). По мере того, как он взрослел, он чувствовал желание увеличить количество политического содержания в своей лирике, всё больше чувствуя ответственность перед публикой. Армстронг сказал: «Как только вы откажетесь от структуры куплет-припев-куплет-припев, вы познаете новый способ написания треков, в котором, собственно, нету правил».
В треке «American Idiot» группа утверждает, что средства массовой информации спровоцировали паранойю и «идиотизм» среди публики, а новости, по мнению Армстронга, превратились из журналистики в реалити-шоу, демонстрируя лишь кадры насилия с рекламными паузами. В композиции часто присутствует ненормативная лексика. На написание «Holiday» ушло два месяца, так как Билли постоянно считал, что его тексты недостаточно хороши. Позже, он охарактеризовал эту песню как откровенное «да пошёл ты» в адрес Буша. «Give Me Novacaine» затрагивает темы американских реалити-шоу того времени, Армстронг сравнил их с «гладиаторскими боями в Колизее». «She’s a Rebel» был вдохновлён песней Bikini Kill — «Rebel Girl».

## Обложка

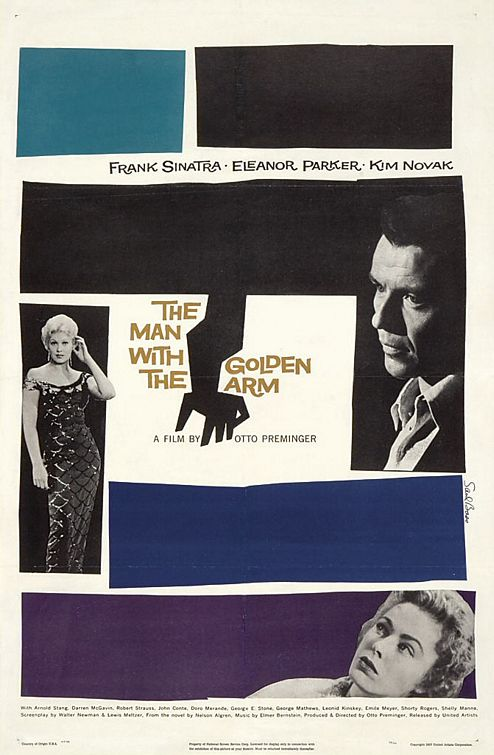
Сол Басс, 1955. Плакат к фильму «Человек с золотой рукой».

Закончив запись альбома, Green Day решили, что обложка должна отражать суть пластинки. Армстронг вспоминал: «Мы хотели, чтобы всё было на высочайшем уровне. Всё, от атмосферы до музыки и внешнего вида. Буквально всё». Старое искусство коммунистической китайской пропаганды в художественных галереях на Мелроуз-авеню вдохновило участников группы. Они наняли художника Криса Билхеймера, который ранее работал с обложками предыдущих альбомов Nimrod и International Superhits!. Green Day стремились к тому, чтобы картина была «одновременно простой и мощной». К Крису пришла идея, когда он обратил внимание на лирику из песни «She’s a Rebel» — «и она держит моё сердце, как ручную гранату». Под влиянием плаката Сола Басса для фильма 1955 года «Человек с золотой рукой», Билхеймер нарисовал вытянутую руку, держащую красную гранату в форме сердца. Хотя художник считал, что красный цвет чересчур часто используется в графическом дизайне, он решил добавить его в обложку: «Я уверен, что существуют психологические теории о том, что красный одного цвета с кровью, следовательно, обладает силой жизни и смерти… Да, возможно это звучит как отговорка. Но я просто не мог не использовать красный цвет на этой обложке».
Также группа претерпела существенное изменение своего имиджа — они начали носить на сцене чёрно-красную форму. Вокалист признавался, что давно хотел реализовать свою детскую мечту — «выступать в различных костюмах».

## Отзывы критиков
| Совокупная оценка    | Совокупная оценка |
| Источник             | Оценка            |
| -------------------- | ----------------- |
| Metacritic           | 79/100            |
| Оценки критиков      |                   |
| Источник             | Оценка            |
| AllMusic             | [ 48 ]            |
| Entertainment Weekly | B+                |
| The Guardian         | [ 50 ]            |
| Mojo                 | [ 51 ]            |
| NME                  | 8/10              |
| Pitchfork            | 7.2/10            |
| Q                    | [ 54 ]            |
| Rolling Stone        | [ 55 ]            |
| USA Today            | [ 56 ]            |
| The Village Voice    | C+                |

American Idiot получил положительные отзывы от музыкальных критиков. На Metacritic, альбом получил средний балл 79 из 100, на основе 26 рецензий. Согласно AllMusic, пластинка стала «самым лучшим альбомом в карьере группы». Стивен Томас Эрлевайн похвалил альбом за разнообразие музыкального содержания, особенно подметив храбрую политическую лирику. Pitchfork назвал пластинку амбициозной и успешной, подметив, что Green Day смогли ясно донести свою главную мысль. NME охарактеризовал American Idiot, как «сборник разнообразных и удивительно хороших песен, представленных в виде концептуального альбома». Журнал Q назвал альбом «мощной работой, в которой мощно всё — и замысел, и исполнение». New York Times похвалили Green Day за их страстные амбиции, в то время как критик Chicago Sun-Times заявил, что группа смогла успешно найти свой «взрослый стиль поп-панка». Эдна Гундерсен из USA Today написала, что группа отказалась от «мультяшного» качества их предыдущих работ в пользу более зрелых, политически ориентированных тем.
«Несмотря на то, что пластинка была основана на театральной концепции, в которой иногда пропадал смысл происходящего, Green Day сделали путешествие достаточно интересным» — сказал журнал Entertainment Weekly, подметив, что альбом больше сосредоточен на лирике, чем на музыке. Rolling Stone подметил, что пластинка могла бы стать путаницей, если бы не пара достойных песен. The Guardian прозвал American Idiot «ярким и смелым беспорядком». Журнал Slant охарактеризовал пластинку, как «напыщенный, перегруженный, но тем не менее великолепный концептуальный альбом». Uncut были более критичны и подметили, что слэм-танцы под альбом всё ещё возможны, несмотря на политическую ориентированность альбома.
В отрицательной рецензии, Роберт Кристгау из The Village Voice назвал альбом «никчёмным» и заявил, что лирика Армстронга всячески избегает «социально-политического содержания» ради «эмоциональных недостраданий двух невежественных панков — одного пассивного, другого агрессивного». Ян Уинвуд из Kerrang! прозвал пластинку современным шедевром. Джош Тирангиел из Time подметил особую жизнерадостность Армстронга, учитывая о каких серьёзных проблемах он поёт.

### Награды и рейтинги
| Редакция                           | Лист/рейтинг                                              | Место |
| ---------------------------------- | --------------------------------------------------------- | ----- |
| NARM                               | The Definitive 200 Albums of All Time                     | 61    |
| Rolling Stone                      | The 100 Greatest Albums of the Decade                     | 22    |
| Rolling Stone                      | 500 Greatest Albums of All Time                           | 225   |
| Kerrang                            | 100 Greatest Rock Albums of All Time                      | 13    |
| Kerrang                            | The 50 Best Rock Albums of the 2000s                      | 1     |
| NME                                | The Top 100 Greatest Albums of the Decade                 | 60    |
| NPR                                | The Decade’s 50 Most Important Recordings                 | *     |
| Роберт Димери                      | 1001 Albums You Must Hear Before You Die                  | *     |
| Rhapsody                           | The 100 Best Pop Albums of the Decade                     | 6     |
| Entertainment Weekly               | New Classics: The 100 Best Albums from 1983 to 2008.      | 6     |
| IGN                                | The 25 Best Rock Albums of the Last Decade                | *     |
| Loudwire                           | The 100 Best Hard Rock + Metal Albums of the 21st Century | 10    |
| Stacker                            | The 100 Best Albums of the 21st Century                   | 37    |
| Popdose                            | The 100 Best Albums of the Decade                         | 1     |
| Spinner                            | Best Albums of the 2000s                                  | 14    |
| PopMatters                         | The 100 Best Albums of the 2000s                          | 36    |
| Classic Rock                       | 50 лучших альбомов 2004 года                              | 9     |
| (*) — в списке отсутствуют позиции |                                                           |       |

### Международные награды и номинации
| Церемония               | Награда                          | Год  | Результат |
| ----------------------- | -------------------------------- | ---- | --------- |
| American Music Awards   | Лучший рок/поп альбом            | 2015 | Победа    |
| Billboard Music Awards  | Альбом года                      | 2015 | Номинация |
| Japan Gold Disc Awards  | 10 лучших международных альбомов | 2015 | Победа    |
| Juno Awards             | Лучший международный альбом      | 2015 | Победа    |
| MTV Europe Music Awards | Лучший альбом                    | 2015 | Победа    |
| NME Awards              | Лучший альбом                    | 2015 | Номинация |
| Teen Choice Awards      | Музыкальный альбом               | 2015 | Номинация |
| BRIT Awards             | Лучший международный альбом      | 2006 | Победа    |

### Премия Грэмми
| Год  | Номинированная работа        | Номинация                               | Результат |
| ---- | ---------------------------- | --------------------------------------- | --------- |
| 2005 | American Idiot               | Альбом года                             | Номинация |
| 2005 | American Idiot               | Лучший рок-альбом                       | Победа    |
| 2005 | «American Idiot»             | Запись года                             | Номинация |
| 2005 | «American Idiot»             | Лучшее вокальное рок-выступление группы | Номинация |
| 2005 | «American Idiot»             | Лучшая рок-песня                        | Номинация |
| 2005 | «American Idiot»             | Лучшее музыкальное видео                | Номинация |
| 2006 | «Boulevard of Broken Dreams» | Запись года                             | Победа    |

## Коммерческий успех
American Idiot стал первым альбомом Green Day, который занял первое место в чартах Соединённых Штатов, было продано 267 000 копий за первую неделю продаж, что стало рекордом для группы. Пластинка стала четвёртым по продаваемости альбомом в 2005 году, продавшись тиражом более 3,4 миллиона экземпляров. American Idiot оставался в первой десятке Billboard 200 больше года после выпуска, в итоге пробыв там 101 неделю. Альбом получил шестикратную платину в США. Green Day также попали на первую строку чартов Великобритании, продав 89 385 копий пластинки за первую неделю.
В 2005 году, комментируя успех, пришедший группе благодаря American Idiot, Сэмюэль Бейер, режиссёр всех клипов из альбома, заявил: «Билли, с которым я сейчас работаю — это уже не тот парень, который пришёл на съемочную площадку год назад, чтобы отснять клип на „American Idiot“. Теперь он настоящая рок-звезда. Хоть они и до этого были знамениты, теперь они стали ещё популярнее. Несмотря на всё это, Билли и его группа совершенно не изменились». На момент выпуска American Idiot не продавался в Walmart из-за его откровенного содержания.
По состоянию на 2014 год, продалось более 6,4 миллиона экземпляров пластинки на территории США, что делает его вторым по продаваемости альбомом (после Dookie) в каталоге группы. По различным оценкам, во всём мире было продано около 16 миллионов копий альбома.

## Концертная деятельность

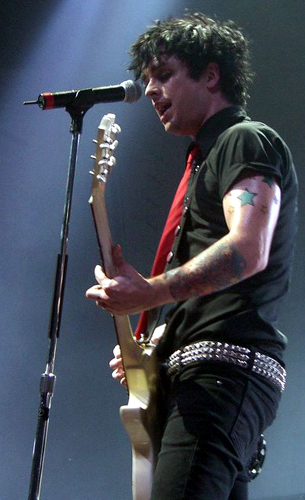
Билли Джо Армстронг на концерте в Кардиффе, 2005 год

В апреле 2005, в США начался гастрольный тур, в котором Green Day выступали в консервативных штатах, в том числе Техас, Теннеси и Джорджия. Они выступали на аренах, которые были заполнены всего на 60-75 процентов, и их часто освистывали за исполнение довольно откровенных композиций. Армстронг часто выкрикивал фразу «к черту Джорджа Буша!». Джона Вайнер из Blender сравнила живые выступления группы тех времён с «митингами против Буша». Армстронг признал, что они делали «всё, чтобы разозлить людей», в том числе носили маску Буша на сцене, за несколько недель до выборов. С сентября по октябрь того же года, группа играла на стадионах, выступая на Giants в Нью-Джерси, SBC Park в Сан-Франциско и Home Depot Center в Лос-Анджелесе.
В Европе, менее чем за час было продано 175 000 билетов. В Европейском турне Green Day сделали запись двух концертов в Milton Keynes National Bowl (Англия), за два дня на которых побывало около 130 тыс. человек. Эти записи были выпущены 15 ноября 2005 года как концертный CD&DVD под названием Bullet in a Bible.

## Влияние
Джон Колапинто из Rolling Stone описал непосредственное влияние альбома в статье 2005 года:
American Idiot стал голосом бесправного низшего класса американцев, которые чувствуют себя совершенно забытыми нынешним правительством нефтяников и членов Лиги плюща. Они ведь не настолько тупы, чтобы принять «реальность», представленную средствами массовой информации, которые уже давно продали себя правительству, в то время как само правительство крутит по каналам панику и своё военное величие.
Оригинальный текст: American Idiot gives voice to the disenfranchised suburban underclass of Americans who feel wholly unrepresented by the current leadership of oilmen and Ivy Leaguers, and who are too smart to accept the "reality" presented by news media who sell the government's line of fear and warmongering.
Джон Парелес из The New York Times счёл пластинку «предвестником и инициатором резкого падения одобрения правительства Буша. Альбом хорошо продавался в 2005, поскольку реакция людей на ураган Катрина и затянувшаяся война в Ираке настроила большую часть страны против правительства». Трек «Wake Me Up When September Ends» стал символом последствий урагана Катрина; один интернет-блогер соединил песню с телевизионным освещением катастрофы, создав вирусное видео. Ян Уинвуд из Kerrang! сказал, что American Idiot вернул рок-музыку в мейнстрим. Пластинка стала карьерным взлётом Green Day, и их неожиданное взросление «сотрясло музыкальную индустрию». В 2020 году Rolling Stone поместили альбом на 248-е место в своём списке 500 величайших альбомов всех времён.

## Адаптации
В конце 2005 года диджей Party Ben и продюсер Team9 под общим псевдонимом Dean Grey (пародия на название «Green Day») выпустили онлайн-мэшап под названием American Edit. В альбом включены такие треки, как «American Edit», «Dr. Who in Holiday», «Novocaine Rhapsody» и «Boulevard of Broken Songs». Позже Билли Джо Армстронг заявил, что услышал одну из песен по радио и «она ему понравилась».

### Мюзикл
Премьера мюзикла «American Idiot» состоялась в Репертуарном театре Беркли, в сентябре 2009 года. Авторами сценария стали Майкл Майер и Green Day. Сама группа редко появлялась в постановке, время от времени играя различные роли. В апреле 2010, мюзикл перенесли в Бродвей, в театр Сент-Джеймс. Спектакль получил неоднозначные отзывы от критиков. В шоу представлены все песни из альбома American Idiot, включая би-сайды, а также композиции из нового альбома Green Day, 21st Century Breakdown. Армстронг несколько раз появлялся в бродвейской постановке в роли Святого Джимми. Спектакли 2011 года заработали более миллиона долларов.
«American Idiot» получил две премии «Тони» за лучший сценический дизайн мюзикла (Кристин Джонс) и лучший световой дизайн мюзикла (Кевин Адамс). Постановка также получила номинацию на лучший мюзикл. Бродвейский мюзикл закрылся в апреле 2011 года после 421 выступлений. Первое всемирное турне началось в конце 2011 года. В 2013 году был выпущен документальный фильм о мюзикле.

### Фильм
В 2004 году, перед выпуском пластинки, Армстронг предположил, что альбом может стать хорошей концепцией для художественного фильма. Вскоре после выхода альбома появились предположения, что по American Idiot может быть снята полнометражная кинолента. В интервью VH1, Армстронг сказал: «Конечно, мы обсуждали эту тему и думали, кто напишет нам сценарий. У нас есть на примете несколько сценаристов. Звучит очень захватывающе, но пока это просто разговоры». Позже Армстронг заявил, что съёмки начнутся в 2006 году, подчеркнув: «Если фильм будет провалом, мы его не выпустим». 1 июня 2006 года Армстронг заявил в интервью, что «каждую неделю появляется всё больше идей о создании фильма по мотивам American Idiot, и фильм определённо выйдет». Летом 2010 года, когда Virgin Radio спросили, был ли этот фильм «правдой, ложью или загадкой», Тре Кул ответил, что это была «настоящая загадка».
В апреле 2011 года продюсерская компания Playtone начала разработку киноверсии мюзикла American Idiot, начались первые переговоры сUniversal Pictures. Режиссёром был назначен Майкл Майер, руководивший бродвейской постановкой. Дастин Лэнс Блэк был изначально нанят для адаптации мюзикла. Армстронгу предложили сыграть Святого Джимми, и фильм должен был выйти в 2013 году. Позже, Армстронг написал в своём Твиттер-аккаунте, что он не особо владеет ролью Джимми, но заинтересован в ней.
В июле 2013 года Майер сообщил, что разговоры об экранизации всё ещё продолжаются, но производство ещё не началось из-за «голливудской чуши». В марте 2014 года драматург Ролин Джонс сообщил Hartford Courant, что в данный момент пишет новый сценарий к фильму. Сравнивая его с мюзиклом, Джонс сказал: «Идея состоит в том, чтобы сделать фильм грязнее и реальнее. Диалогов не будет много, следовательно он должен быть короче мюзикла». Он рассчитывал закончить сценарий к концу месяца.
В октябре 2016 года, в интервью NME Армстронг сообщил, что на данный момент экранизацией занимается HBO, а сценарий переписывается. Он подтвердил, что будет участвовать в роли Святого Джимми. В ноябре 2016 года, вокалист заявил, что фильм «будет сильно отличаться от мюзикла. Он более сюрреалистичен. Я думаю, что в нём будут части, которые могут оскорбить людей — и это прекрасно. Будет много образов, которые мы не смогли реализовать в мюзикле. Вы знаете, я не хочу выдавать слишком много, но кинолента будет зрелищной и заставит всех зрителей задуматься». В феврале 2020 года Билли Джо Армстронг сообщил NME, что все планы экранизации American Idiot были отменены, не предоставив никаких подробностей.

## Документальный фильм

Постер к фильму Heart Like a Hand Grenade

«Heart Like a Hand Grenade» (с англ. — «Сердце словно ручная граната») — документальный фильм 2015 года о записи альбома American Idiot с участием Green Day. Фильм снимался в течение 15-ти месяцев с 2003 по 2004 год, оператором и продюсером стал Джон Рекер. Кинолента, длиною в 96 минут, показывает процесс написания пластинки.
Первый показ состоялся 25 марта 2009 года, в голливудском Египетском театре Граумана. Киноленту просмотрело более 400 людей. Всемирная премьера Heart Like a Hand Grenade была 8 октября 2015 года, на 38-м кинофестивале Милл-Валли, через неделю кинолента появилась в кинотеатрах США. Фильм вышел во всемирный прокат 11 ноября, а 13 ноября он стал доступен на DVD и в цифровом формате.

## Список композиций
Все тексты написаны Билли Джо Армстронгом, кроме отмеченных, вся музыка написана Green Day.
| №                   | Название | Длительность |
| ------------------- | --- | ------------ |
| 1.                  | «American Idiot» | 2:54         |
| 2.                  | «Jesus of Suburbia» I. «Jesus of Suburbia» II. «City of the Damned» III. «I Don't Care» IV. «Dearly Beloved» V. «Tales of Another Broken Home»                                                              | 9:08         |
| 3.                  | «Holiday» | 3:52         |
| 4.                  | «Boulevard of Broken Dreams» | 4:20         |
| 5.                  | «Are We the Waiting» | 2:42         |
| 6.                  | «St. Jimmy» | 2:56         |
| 7.                  | «Give Me Novacaine» | 3:25         |
| 8.                  | «She's a Rebel» | 2:00         |
| 9.                  | «Extraordinary Girl» | 3:33         |
| 10.                 | «Letterbomb» | 4:05         |
| 11.                 | «Wake Me Up When September Ends» | 4:45         |
| 12.                 | «Homecoming» I. «The Death of St. Jimmy» II. «East 12th St.» III. «Nobody Likes You» (слова написаны Майком Дёрнтом) IV. «Rock and Roll Girlfriend» (слова написаны Тре Кулом) V. "We’re Coming Home Again» | 9:18         |
| 13.                 | «Whatsername» | 4:14         |
| Общая длительность: | Общая длительность: | 57:12        |

| №                   | Название            | Длительность |
| ------------------- | ------------------- | ------------ |
| 14.                 | «Favorite Son»      | 2:06         |
| Общая длительность: | Общая длительность: | 59:18        |

| №  | Название                     | Длительность |
| -- | ---------------------------- | ------------ |
| 1. | «American Idiot»             | 4:17         |
| 2. | «Jesus of Suburbia»          | 9:22         |
| 3. | «Holiday»                    | 4:33         |
| 4. | «Are We the Waiting»         | 3:18         |
| 5. | «St. Jimmy»                  | 2:57         |
| 6. | «Boulevard of Broken Dreams» | 4:41         |

| №  | Название                                                 | Длительность |
| -- | -------------------------------------------------------- | ------------ |
| 1. | «The Making of 'Boulevard of Broken Dreams' & 'Holiday'» |              |
| 2. | «Boulevard of Broken Dreams» (музыкальное видео)         |              |
| 3. | «Holiday» (музыкальное видео)                            |              |

| №   | Название | Длительность                            |
| --- | --- | --------------------------------------- |
| 1.  | «American Idiot» | 2:54                                    |
| 2.  | «Jesus of Suburbia - I. "Jesus of Suburbia" - II. "City of the Damned" - III. "I Don't Care" - IV. "Dearly Beloved" - V. "Tales of Another Broken Home»                          | 9:08 - 1:51 - 1:51 - 1:43 - 1:05 - 2:38 |
| 3.  | «Holiday / Boulevard of Broken Dreams» | 8:13                                    |
| 4.  | «Are We the Waiting / St. Jimmy» | 5:38                                    |
| 5.  | «Give Me Novacaine / She's a Rebel» | 5:26                                    |
| 6.  | «Extraordinary Girl / Letterbomb» | 7:39                                    |
| 7.  | «Wake Me Up When September Ends» | 4:45                                    |
| 8.  | «Homecoming - I. "The Death of St. Jimmy" - II. "East 12th St." - III. "Nobody Likes You" (Майк Дёрнт) - IV. "Rock and Roll Girlfriend" (Тре Кул) - V. "We're Coming Home Again» | 9:18 - 2:24 - 1:38 - 1:21 - 0:44 - 3:11 |
| 9.  | «Whatsername» | 4:14                                    |
| 10. | «Too Much Too Soon» (бонусный трек) | 3:30                                    |
| 11. | «Shoplifter» (бонусный трек) | 1:50                                    |
| 12. | «Governator» (бонусный трек) | 2:31                                    |
| 13. | «Jesus of Suburbia» (музыкальное видео) (доступно в делюкс-издании iTunes) | 9:05                                    |

В 2014 году журнал Kerrang! выпустил кавер-альбом American Idiot, в котором собраны исполненные различными исполнителями каверы на песни из альбома.
| №                   | Название                                            | Длительность |
| ------------------- | --------------------------------------------------- | ------------ |
| 1.                  | «American Idiot» (5 Seconds of Summer)              | 3:02         |
| 2.                  | «Jesus of Suburbia» (Rise to Remain)                | 9:12         |
| 3.                  | «Holiday» (The Blackout)                            | 3:24         |
| 4.                  | «Boulevard of Broken Dreams» (Neck Deep)            | 3:54         |
| 5.                  | «Are We the Waiting» (You Me at Six)                | 2:41         |
| 6.                  | «St. Jimmy» (Bowling For Soup)                      | 3:03         |
| 7.                  | «Give Me Novacaine» (Escape the Fate)               | 3:32         |
| 8.                  | «She's a Rebel» (Falling in Reverse)                | 2:20         |
| 9.                  | «Extraordinary Girl» (Фрэнк Айеро)                  | 4:35         |
| 10.                 | «Letterbomb» (LostAlone)                            | 3:55         |
| 11.                 | «Wake Me Up When September Ends» (The Defiled)      | 4:25         |
| 12.                 | «Homecoming» (Lonely The Brave)                     | 8:58         |
| 13.                 | «Whatsername» (New Politics)                        | 3:14         |
| 14.                 | «Welcome To Paradise» (State Champs, бонусный трек) | 3:37         |
| 15.                 | «Basket Case» (The Swellers, бонусный трек)         | 2:58         |
| Общая длительность: | Общая длительность:                                 | 62:50        |

## Участники записи
| Музыканты - Билли Джо Армстронг — вокал, гитара - Майк Дёрнт — бас-гитара, бэк-вокал, вокал на «Nobody Likes You» - Тре Кул — ударные, бэк-вокал, вокал на «Rock and Roll Girlfriend» Дополнительные музыканты - Роб Кавалло — пианино - Джейсон Фриз — саксофон - Кейтлин Ханна — дополнительный вокал на «Letterbomb» | Производство - Роб Кавалло/Green Day — продюсеры - Доуг МакКин — звукорежиссёр - Брайан «Dr. Vibb» Виббертс; Грег «Stimie» Бернс; Джимми Хойзон; Джо Браун; Дмитар «Dim-e» Крнейк — ассистенты звукорежиссёра - Крис Дуган; Рето Питер — дополнительные звукорежиссёры - Крис Лорд-Элж — сведение - Тед Дженсен — мастеринг - Крис Билхеймер — обложка альбома |

## Чарты
| Чарты (2004—2006)                             | Высшая позиция |
| --------------------------------------------- | -------------- |
| Аргентина (CAPIF)                             | 3              |
| Австралия (ARIA)                              | 1              |
| Австрия (Ö3 Austria)                          | 1              |
| Бельгия/Фландрия (Ultratop)                   | 6              |
| Бельгия/Валлония (Ultratop)                   | 8              |
| Канада (Canadian Albums Chart)                | 1              |
| Нидерланды (Album Top 100)                    | 3              |
| Европа (Billboard)                            | 1              |
| Финляндия (Suomen virallinen lista)           | 2              |
| Франция (SNEP)                                | 4              |
| Германия (Offizielle Top 100)                 | 3              |
| Венгрия (MAHASZ)                              | 15             |
| Ирландия (IRMA)                               | 1              |
| Италия (Classifica album)                     | 5              |
| Япония (Oricon)                               | 3              |
| Мексика (Top 100 Mexico)                      | 7              |
| Новая Зеландия (RMNZ)                         | 2              |
| Норвегия (VG-lista)                           | 1              |
| Польша (ZPAV)                                 | 24             |
| Португалия (AFP)                              | 15             |
| Шотландия (Scottish Albums Chart)             | 1              |
| Испания (PROMUSICAE)                          | 14             |
| Швеция (Sverigetopplistan)                    | 1              |
| Швейцария (Schweizer Hitparade)               | 1              |
| Великобритания (UK Albums Chart)              | 1              |
| Великобритания (UK Rock & Metal Albums Chart) | 1              |
| США (Billboard 200)                           | 1              |
| США (Billboard Top Rock Albums)               | 5              |
| США (Billboard Top Tastemaker Albums)         | 9              |

| Чарты (2016)                       | Высшая позиция |
| ---------------------------------- | -------------- |
| США (Billboard Top Catalog Albums) | 1              |

| Чарты (2017)                           | Высшая позиция |
| -------------------------------------- | -------------- |
| США (Billboard Top Alternative Albums) | 20             |

| Чарты (2004)                    | Позиция |
| ------------------------------- | ------- |
| Австрия (ARIA)                  | 25      |
| Австрия (Ö3 Austria)            | 58      |
| Дания (Hitlisten)               | 81      |
| Германия (Offizielle Top 100)   | 91      |
| Италия (FIMI)                   | 62      |
| Япония (Oricon)                 | 53      |
| Новая Зеландия (RMNZ)           | 22      |
| Швейцария (Schweizer Hitparade) | 52      |
| Великобритания (OCC)            | 18      |
| Billboard 200                   | 86      |
| Мир (IFPI)                      | 11      |

| Чарты (2005)                                        | Высшая позиция |
| --------------------------------------------------- | -------------- |
| Аргентина (CAPIF)                                   | 8              |
| Австралия (ARIA)                                    | 6              |
| Австрия (Ö3 Austria)                                | 1              |
| Бельгия (Ultratop Flanders)                         | 19             |
| Бельгия (Ultratop Wallonia)                         | 22             |
| Бельгия (Альтернативные альбомы, Ultratop Flanders) | 14             |
| Дания (Hitlisten)                                   | 20             |
| Нидерланды (Album Top 100)                          | 30             |
| Европа (Billboard)                                  | 1              |
| Финляндия (Suomen virallinen lista)                 | 16             |
| Франция (SNEP)                                      | 18             |
| Германия (Offizielle Top 100)                       | 3              |
| Венгрия (MAHASZ)                                    | 51             |
| Ирландия (IRMA)                                     | 10             |
| Италия (FIMI)                                       | 13             |
| Япония (Oricon)                                     | 91             |
| Мексика (Top 100 Mexico)                            | 13             |
| Новая Зеландия (RMNZ)                               | 12             |
| Швеция (Sverigetopplistan)                          | 8              |
| Швейцария (Schweizer Hitparade)                     | 3              |
| Великобритания (OCC)                                | 16             |
| Billboard 200                                       | 3              |
| Мир (IFPI)                                          | 5              |

| Чарты (2006)                                | Позиция |
| ------------------------------------------- | ------- |
| Австралия (ARIA)                            | 88      |
| Австрия (Ö3 Austria)                        | 44      |
| Бельгия (Midprice Albums Ultratop Flanders) | 9       |
| Бельгия (Midprice Albums Ultratop Wallonia) | 18      |
| Европа (Billboard)                          | 71      |
| Греция (IFPI)                               | 48      |
| Великобритания (OCC)                        | 79      |
| Billboard 200                               | 56      |

| Чарты (2007)                                | Позиция |
| ------------------------------------------- | ------- |
| Бельгия (Midprice Albums Ultratop Wallonia) | 31      |

| Чарты (2015) | Позиция |
| ------------ | ------- |
| Billboard    | 37      |

| Чарты (2016) | Позиция |
| ------------ | ------- |
| Billboard    | 24      |

| Чарты (2017)                | Позиция |
| --------------------------- | ------- |
| Billboard (Top Rock Albums) | 98      |

| Чарт (2000—2009)     | Позиция |
| -------------------- | ------- |
| Австралия (ARIA)     | 22      |
| Великобритания (OCC) | 27      |
| Billboard 200        | 30      |

| Чарты (2010—2019)           | Позиция |
| --------------------------- | ------- |
| Великобритания (Винил, OCC) | 57      |

## Сертификации
| Регион | Сертификация  | Продажи    |
| --- | ------------- | ---------- |
| Аргентина (CAPIF) | 2× Платиновый | 80 000^    |
| Австралия (ARIA) | 6× Платиновый | 420 000^   |
| Австрия (IFPI Austria) | 2× Платиновый | 60 000*    |
| Бельгия (BEA) | Платиновый    | 50 000*    |
| Канада (Music Canada) | 6× Платиновый | 600 000^   |
| Дания (IFPI Danmark) | 2× Платиновый | 80 000^    |
| Финляндия (Musiikkituottajat) | Золотой       | 23,133     |
| Франция (SNEP) | Платиновый    | 300 000*   |
| Германия (BVMI) | 7× Золотой    | 700 000    |
| Греция (IFPI Greece) | Платиновый    | 20 000^    |
| Венгрия (Mahasz) | Золотой       | 10 000^    |
| Ирландия (IRMA) | 8× Платиновый | 120 000^   |
| Япония (RIAJ) | 2× Платиновый | 500 000^   |
| Мексика (AMPROFON) | Платиновый    | 100 000^   |
| Нидерланды (NVPI) | Золотой       | 40 000^    |
| Новая Зеландия (RMNZ) | 4× Платиновый | 60 000^    |
| Португалия (AFP) | Золотой       | 20 000^    |
| Швеция (GLF) | Платиновый    | 60 000^    |
| Швейцария (IFPI Switzerland) | 2× Платиновый | 80 000^    |
| Великобритания (BPI) | 7× Платиновый | 2,150,000  |
| США (RIAA) | 6× Платиновый | 6,200,000  |
| Итого |               |            |
| Европа (IFPI) | 4× Платиновый | 4 000 000* |
| Весь мир | —             | 16,000,000 |
| * Данные о продажах приведены только на основе сертификации. · ^ Данные о тиражах приведены только на основе сертификации. · Данные о продажах + прослушиваниях приведены только на основе сертификации. |               |            |